# The Ballad of the Lonesome Cowboy
«The Ballad of the Lonesome Cowboy» (с англ. — «Баллада об одиноком ковбое») — песня, написанная Рэнди Ньюманом и исполненная Крисом Стэплтоном в качестве саундтрека к художественному фильму Disney/Pixar «История игрушек 4». Песня была выпущена в качестве сингла 5 июня 2019 года и была положительно встречена критиками.

## Предыстория
Рэнди Ньюман был известен своей работой в качестве композитора и автора песен в фильмах франшизы «История игрушек». «Баллада об одиноком ковбое», главный сингл фильма, написанный Ньюманом и исполненный Крисом Стэплтоном, была представлена и выпущена 5 июня 2019 года. Песня исполнялась от личца Шерифа Вуди, главного героя фильма, потому что, по словам Ньюмана, «[Вуди] чувствовал себя одиноким ковбоем, пока кто-то не придёт и не изменит его мир». Ньюман был особенно доволен тем фактом, что песню песню исполнял Крис Стэплтон. В свою очередь, Стэплтон утверждал, что для него «огромная честь спеть песню Рэнди Ньюмана в, без сомнения, одной из самых знаковых анимационных франшиз в истории».

## Музыкальное видео
5 июня 2019 года вышел клип с текстом песни. 26 июня 2019 года YouTube-канал Fanimator выпустил ещё одно видео на песню В этой версии FANIMATOR воспроизвели сцены из первых трех фильмов «История игрушек» и расположили их в соответствии с текстом. Сцены были выбраны так, чтобы передать темы одиночества и дружбы.

## Отзывы
Рания Анифтос из Billboard назвала мелодию песни «запоминающейся». Ник Эванс из CinemaBlend положительно оценил песню, сравнив её с предыдущими работами Ньюмана из фильмов «История игрушек» и написав: «В соответствии с традицией песен „Истории игрушек“, „Баллада о одинокий ковбой“ в равной степени трогательная и душещипательная». Мин Ли Ньюкомб из Consequences of Music сравнила песню с композицией Ньюмана «You've Got a Friend in Me» из оригинального фильма, написав, что «очаровательная западная баллада настолько же хороша и подходит для детей». Анджела Стефано из The Boot написала, что «Pixar не только воплощает детские мечты в жизнь с выпуском нового фильма „История игрушек“, они также воплощают в жизнь мечты о музыке», называя текст Ньюмана как «искренним, но детским», а пение Стэплтона — «мгновенно узнаваемым».